# Брусиловский, Лев Яковлевич
Брусиловский, Лев Яковлевич (1890—1962) — советский невропатолог-психоневролог, профессор, доктор медицинских наук.

## Биография
В 1919 году окончил медицинский факультет 1-го МГУ. Затем отправился служить военным врачом в Красной Армии. В 1921—1929 гг. работал в клинике нервных болезней 1-го МГУ и в Наркомздраве РСФСР «врачом при наркоме». С 1930 по 1937 гг. заведовал психоневрологическим отделом Центрального института организации труда инвалидов. До 1941 года руководил подобным отделом в Государственном институте физиотерапии. С 1941 по 1943 года был заместителем начальника военного госпиталя.
Брусиловский большое значение уделял редакционно-издательской работе. Он был ученым секретарем, а затем заместителем Главного редактора Редакционного бюро в 1-м издании БМЭ. В 1944 году он участвовал в подготовке издания Энциклопедического словаря военной медицины и 2-го издания БМЭ.
Брусиловский написал около 100 научных работ. Работы касаются тем диагностики, лечения и профилактии нервно-психических заболеваний, трудоустройству инвалидов. В 1935 году он защитил докторскую диссертацию по теме «Компенсаторные механизмы и производственная моторика у невропсихических контингентов с остаточной трудоспособностью». Был принят в Ученый совет РСФСР и в Московское, Всероссийское и Всесоюзное общества невропатологов и психиатров.
Умер в 1962 году. Похоронен на Донском кладбище.

## Награды
- Орден Красной Звезды

## Сочинения
- Землетрясение в Крыму и невропсихический травматизм, М., 1928
- Компенсаторные механизмы и производственная моторика у нервнопсихических контингентов с остаточной трудоспособностью, дисс., М., 1935
- Как создавалась Большая медицинская энциклопедия, М.— Д., 1936
- Двадцать томов Большой медицинской энциклопедии, Клин, мед., том 39, № 9, стр. 145, 1961.